# Caecilia occidentalis
Espèce
Statut de conservation UICN

 NT  : Quasi menacé
Caecilia occidentalis est une espèce de gymnophiones de la famille des Caeciliidae.

## Répartition
Cette espèce est endémique du Sud de la Colombie. Elle se rencontre entre 1 500 et 1 800 m d'altitude dans les cordillères centrale et occidentale dans les départements de Cauca et de Valle del Cauca.

## Publication originale
- Taylor, 1968 : The Caecilians of the World: A Taxonomic Review. Lawrence, University of Kansas Press.